# Aït Sadden
Aït Sadden est une tribu berbère du Moyen Atlas qui occupe une aire géographique située entre Fès, Sefrou, Taza et la province de Taounate. Elle se trouve à 35 kilomètres au nord-est de la ville de Fès, et à 70 kilomètres au sud-ouest de la ville de Taza.
La région « Aït Sadden » s'étend approximativement de Sidi Harazem à Ouled Ayyad, en direction de Taza. Elle est entourée de deux grands barrages : Moulay Idriss au nord, et Aït Youb (dit Allal El Fassi) au sud-est. Les deux barrages sont inter-connectés par un tunnel souterrain de 18 kilomètres servant à produire de l'électricité via une chute située en aval du bassin de compensation situé à Oueled Ayyad. Les revenus des habitants proviennent essentiellement de la culture des céréales et des migrants à l'étranger. La tribu est connue pour une forte scolarisation, depuis le début du XXe siècle, et ce n'est pas une coïncidence si le premier amazigh à avoir son bac en 1949 soit de cette tribu. De même cette scolarisation a permis à de nombreux membres de cette tribu d'intégrer la fonction publique couvrant tous les secteurs qui existent au Maroc et à un degré moindre en Europe.
La confédération Aït Sadden parle le tamazight, sa culture ne diffère pas de celle des autres tribus du Moyen Atlas, sauf qu’elle est l'une des rares à parier précocement sur la scolarisation de la femme.

## Étymologie
Le mot « Sadden » est un prénom berbère dérivé du mot « Assidd », qui veut dire « la lumière ». Pour cette raison, on dit que les Aït Sadden sont connus pour leur sagesse (des sages ou des éclaireurs). Le mot « éclaireur » est lié à ce qu'on peut appeler l'infanterie dans le jargon de l'armée ; et ce nom est lié à l'histoire qui dit que Aït Sadden sont venus de la région sud-est du Maroc entre Tiallaline et Gorrama en quête de zones humides. Mais pour la plupart des gens d'Aït Sadden, le mot « sadden » et surtout lié à « issaten » qui veut dire en amazigh "hommes forts, courageux et redoutables" ; au singulier on dit « assad » (qui par une curieuse coïncidence signifie "lion" en arabe classique). Cette appellation paraît être proche de la réalité vu que la région est connue comme l'une des zones les plus turbulentes du Maroc.

## Histoire
L'époque durant laquelle les premiers Aït Sadden se sont installés dans la zone géographique entre Fès et Taza, ou auraient rejoint en renfort une fraction de leur tribu en guerre contre le sultan, remonte à un peu plus tard que le XIIe siècle. Elle coïnciderait, selon les historiens, avec une forte migrations des tribus marocaines. C'est l'époque de la « siba » ; la rébellion. Il n'y a alors de place que pour la force, sans laquelle les Aït Sadden n'auraient jamais résisté aux attaques des tribus voisines d'autant  qu'ils occupent les terres les plus fertiles de la région.
De là, les Sadnis doivent leur nom à leur caractère de guerriers féroces plutôt qu'à leur sagesse.